# 涟江街道
涟江街道，是中华人民共和国贵州省黔南布依族苗族自治州惠水县下辖的一个街道办事处。
2014年2月14日，贵州省人民政府批复同意惠水县部分乡镇行政区划调整，新设置的涟江街道辖原和平镇、大龙乡，街道办事处驻西山社区。

## 行政区划
涟江街道下辖以下地区：
凤山社区、涟江社区、西山社区、濛江社区、星光村、大坡村、大兴村、扬帆村、惠民村、新城村、三合村、高坪村、龙井村、甘昌村、冗然村、排楼村、长征村、山口村、九龙村、双坪村、龙瓦村和民中村。